# شهرستان مونونا (آیووا)
شهرستان مونونا، آیووا (به انگلیسی: Monona County, Iowa) شهرستانی در ایالات متحده آمریکا است که در آیووا واقع شده‌است.

## خصوصیات
شهرستان مونونا ۱٬۸۱۰٫۴۱ کیلومترمربع مساحت دارد.